# 晚唐白瓷皮囊壺
白瓷皮囊壺為晚唐之皮囊式陶瓷壺，為臺灣國立故宮博物院編號第003780號蒐藏。
皮囊壺、圓口，高14.4公分、口徑2.0公分；有弓式提梁，圓口狀帶唇短注口，注口下方有仿皮帶箍狀圈，提梁尾端和羽翼狀裝飾構造相接，羽翼狀裝飾上帶有劃痕，以及模仿多枚羽毛的造型設計。
器身形狀上半部略扁、下半部圓，壺身上有三條仿皮革縫合痕的泥條貼花，從注口延伸，呈羽翼狀裝飾構造；器件肩部有錐飾流蘇樣式的鞍布裝飾；器件底部平坦且沒有上釉，有廠記「官」一字，但是修削不太整齊，且黏有窯渣及沙粒；整體釉色呈現溫潤的牙白色微偏黃，釉層薄，積釉處偏青色調。
窯址不明，但由於積釉處偏青色調，且邢窯出土破片經修補後，有類似器型的作品，因此有學者推測可能為邢窯作品。

## 引用資料
1. ↑  唐至宋 白瓷皮囊壺 （页面存档备份，存于），國立故宮博物院

- 謝明良. (2008). 記皮囊式壺. 陶瓷手記－陶瓷史思索和操作的軌跡 (pp. 87-99). 中華民國: 石頭出版股份有限公司.